# Nikolaus-Lenau-Lyzeum

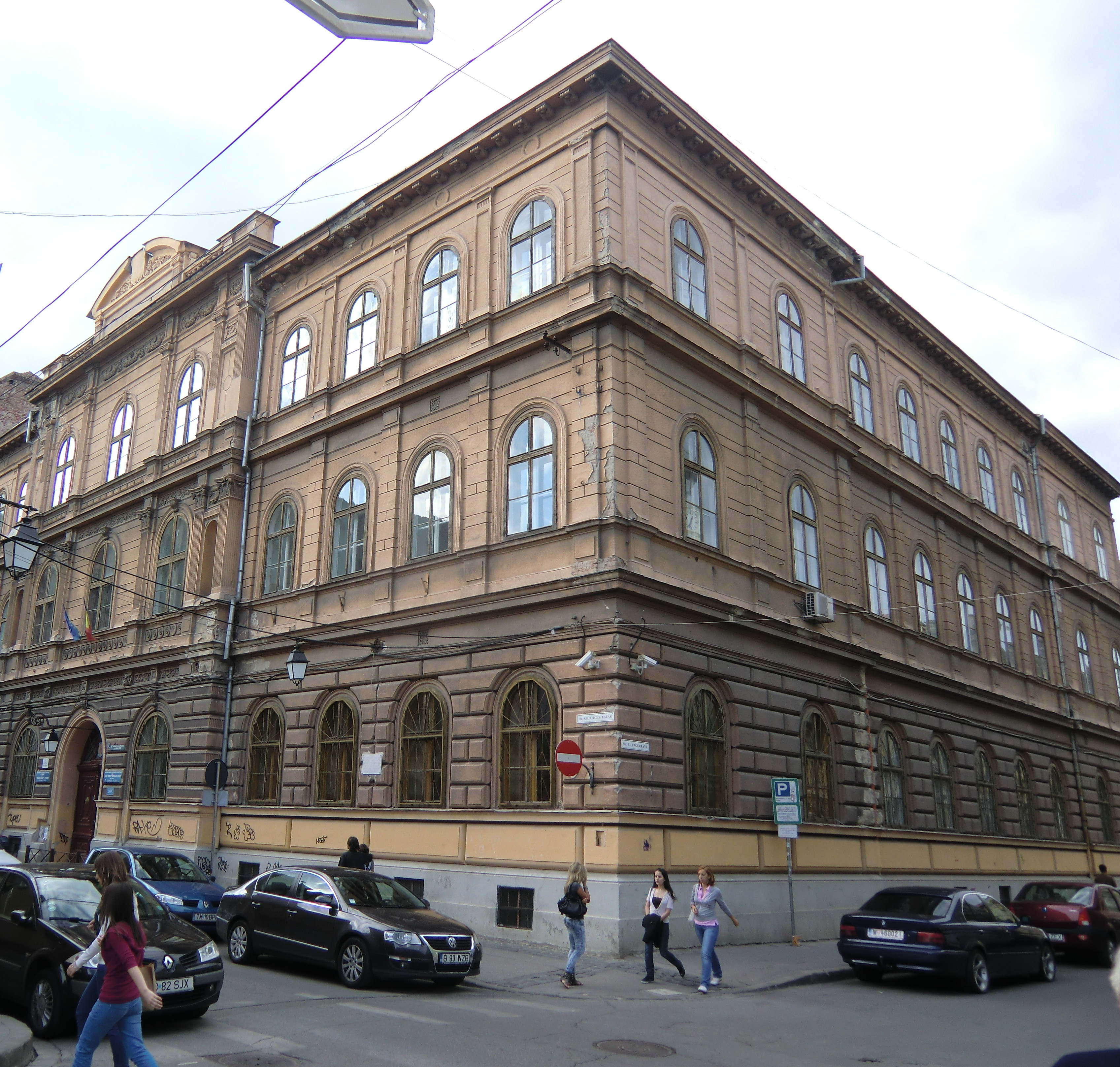
Nikolaus-Lenau-Lyzeum, 2010

Das Nikolaus-Lenau-Lyzeum ist ein deutschsprachiges Gymnasium in der Nähe der Piața Unirii in Timișoara, Rumänien, in der Strada Gheorghe Lazăr 2. Namensgebend ist der aus dem nahen Lenauheim gebürtige Schriftsteller des Biedermeier, Nikolaus Lenau, dessen Büste sich in der Vorhalle der Schule befindet.

## Schulbetrieb
Der Schulbetrieb erstreckt sich auf 21 Grundschulklassen, 17 Gymnasialklassen und 19 Lyzealklassen (2005), die mit Ausnahme von drei Grundschulklassen in der deutschen Sprache unterrichtet werden.
Der Unterricht ist ab der 9. Klasse auf die Fachrichtungen Sozialwissenschaften, Naturwissenschaften und Fremdsprachen ausgerichtet und führt zum Sprachdiplom II der deutschen Kultusministerkonferenz – 11. Klasse. Die deutsche Spezialabteilung mit Mathematik-Informatik und Sozialwissenschaften führt zur deutschen Hochschulreife und zum rumänischen Bakkalaureat.
Die Schule ist anerkanntes ICDL-Prüfungszentrum und verfügt über 36 Klassenräume, mehrere Turnsäle, Informatikräume und Bibliotheken mit über 24.000 Bänden, sowie Säle für Biologie, Audio-Video, Vorträge, Musik und Feste, ein Chemielabor und Physiklabor, einen Schülerklub und eine ärztliche und zahnärztliche Praxis.
Weiterhin stehen eine Kantine, ein Internat mit 100 Plätzen und eine Jugendherberge mit 51 Plätzen zur Verfügung. Die Schüler partizipieren in einem Chor, einer auch am Deutschen Staatstheater Temeswar auftretenden Theatergruppe namens NIL, einem Literaturkreis, einer Volkstanzgruppe, der Schülerzeitung Die Lenaulupe, dem Pausenradio, 2 Volleyballmannschaften (Mädchen, Jungen) und 2 Basketballmannschaften (Mädchen, Jungen).
Austauschprogramme mit Schülern aus Deutschland und Frankreich sind auf die Verbesserung der Sprachkenntnisse, die Förderung der Multikulturalität und der Mehrsprachigkeit sowie die Bildung neuer Freundschaften ausgelegt. An diesen Austauschprogrammen nahmen das Markgrafen-Gymnasium und das Max-Planck-Gymnasium in Karlsruhe, das Copernicus-Gymnasium in Norderstedt, das Gymnasium Allermöhe in Hamburg, die Realschule Prien am Chiemsee sowie das Lyzeum Jean Moulien aus Forbach (Moselle) teil. Weitere Partnerschulen sind das Wirsberg-Gymnasium in Würzburg, die Schule Nr. 28 in Lemberg (Ukraine), sowie das Kepler-Bundesrealgymnasium in Graz, Österreich.
Im Schuljahr 2008/2009 wurde von der Donauschwäbischen Kulturstiftung des Landes Baden-Württemberg ein von neun Donau Stipendien an eine(n) Schüler(in) des Nikolaus Lenau Lyzeums zu einem einjährigen Aufenthalt an einem Gymnasium in Baden-Württemberg vergeben. Im März 2009 besuchten fünf Schüler des Lyzeums die Hochschule Karlsruhe – Technik und Wirtschaft, um sich dort über die Studienangebote zu informieren und die Lebens- und Studienbedingungen in Karlsruhe vor Ort kennenzulernen.
Die beim Bundesverwaltungsamt angesiedelte Zentralstelle für das Auslandsschulwesen (ZfA) betreut das Lehrerentsendungsprogramm. An zahlreichen Schulen in Rumänien, besonders auch am Nikolaus Lenau Lyzeum, wirken zurzeit (Stand 2004) knapp 40 Programmlehrkräfte aus Deutschland.

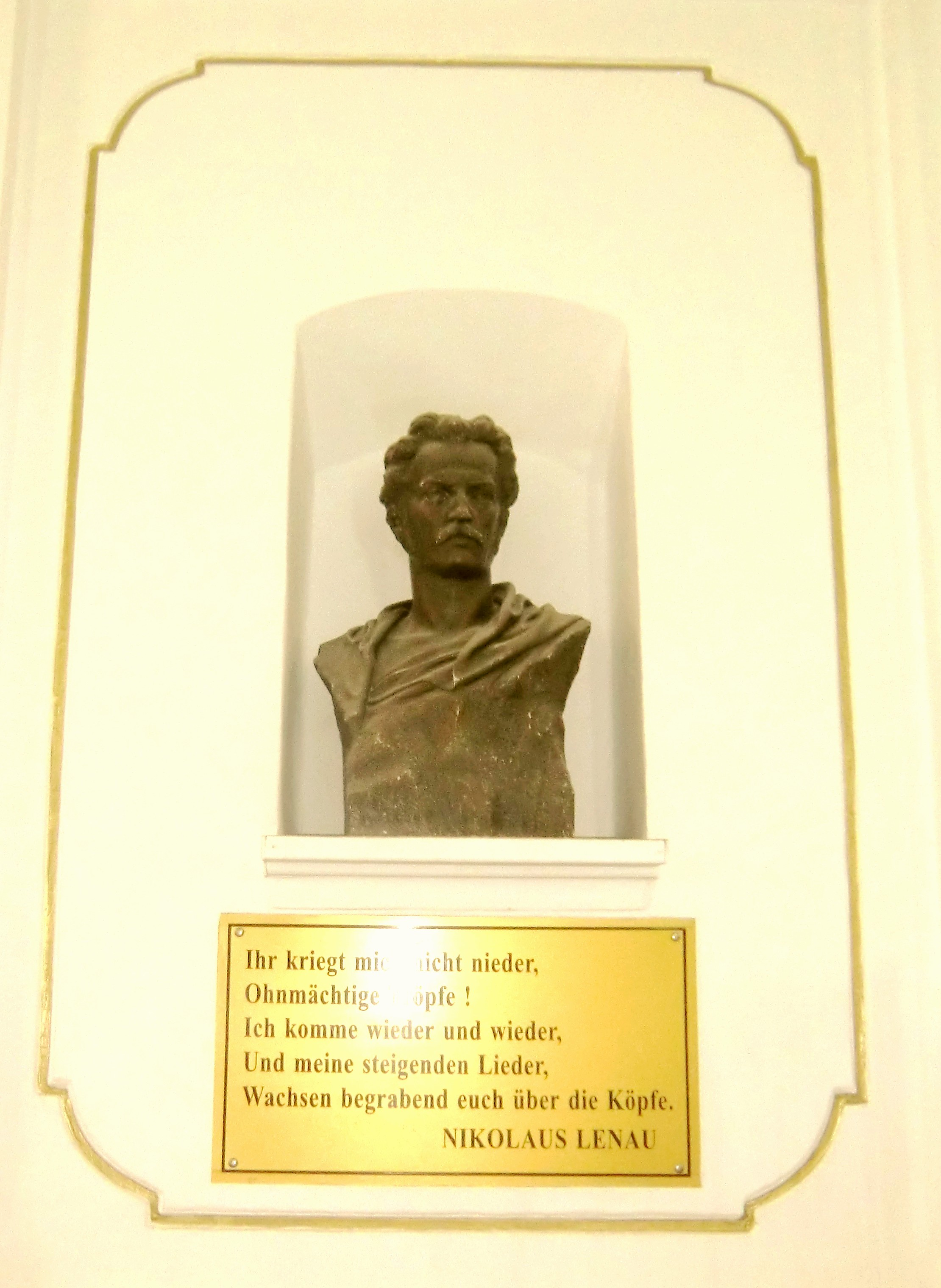
Lenaubüste in der Eingangshalle des Nikolaus-Lenau-Lyzeums mit Inschrift, 2010
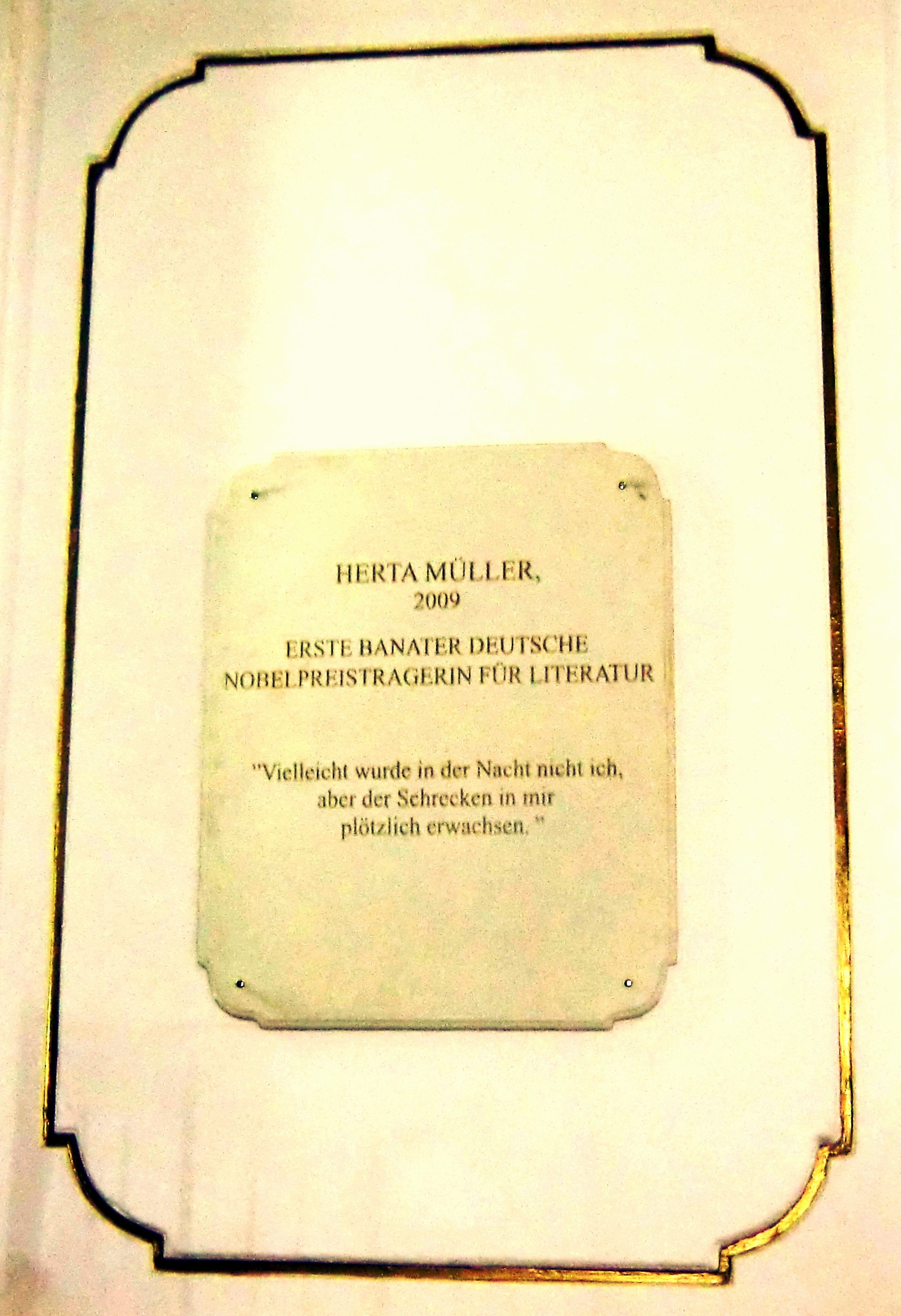
Marmortafel zu Ehren von Herta Müller in der Eingangshalle des Nikolaus-Lenau-Lyzeums, 2010
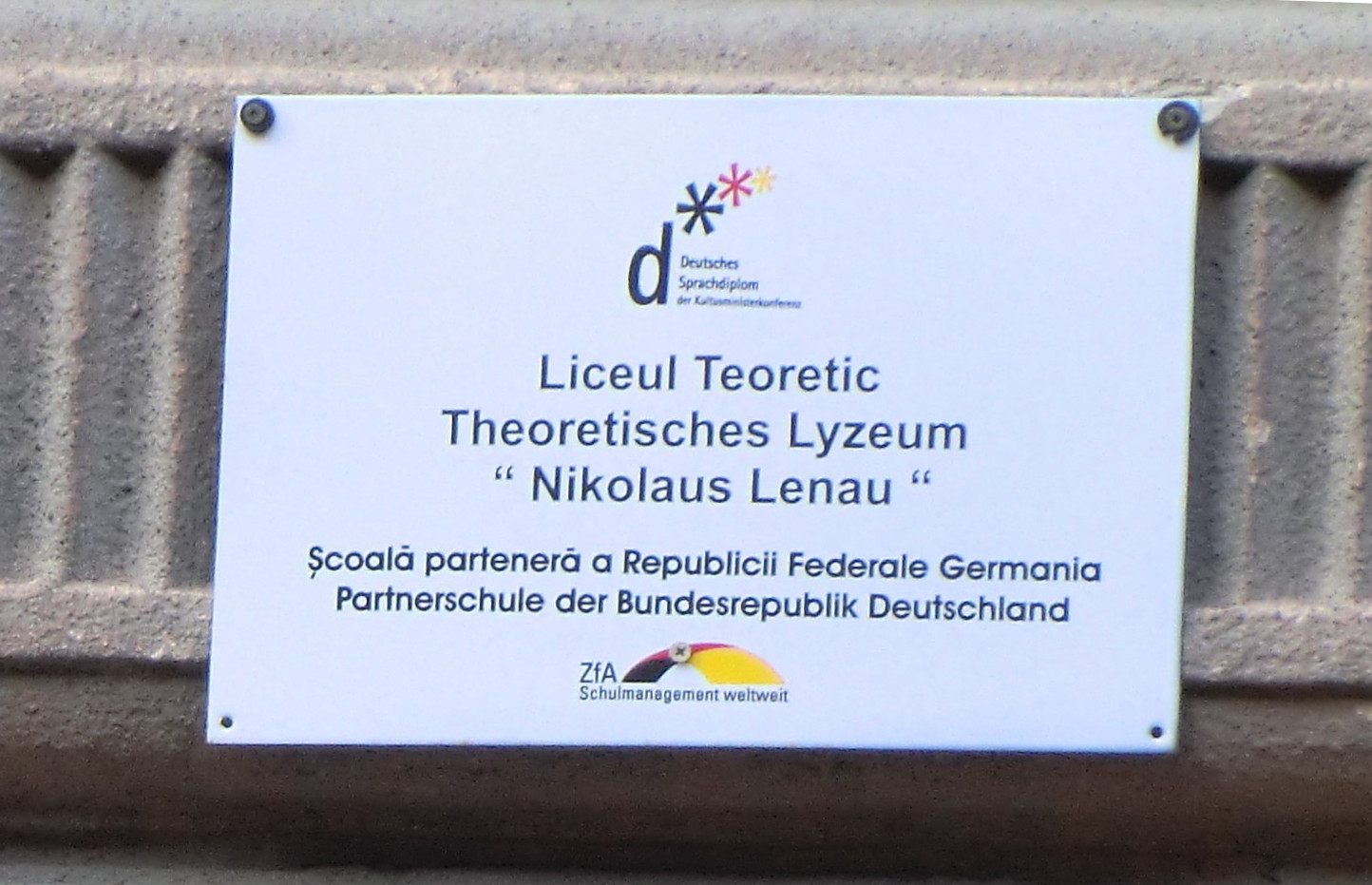
Nikolaus-Lenau-Lyzeum, Partnerschule der Bundesrepublik Deutschland, Hausplakette, 2010

## Geschichte

Nikolaus Lenau Lyzeum, um 1910 (damals Realgymnasium)

In dem von dem Architekten Heinrich Baader entworfenen und dem Bauingenieur Johann Reiber erbauten zweistöckigen klassizistischen Gebäude war 1761 zunächst ein Rathaus, dann ein Vorläufer des Deutschen Staatstheaters Temeswar mit deutschen Klassikern auf dem Spielplan untergebracht. Der Walzerkönig Johann Strauß Sohn gastierte hier öfters, und 1796 fand die Erstaufführung der Zauberflöte von Wolfgang Amadeus Mozart dort statt.
In einem Klima von selbstbewusstem Bürgertum wurde der Ruf nach einer voll ausgebauten höheren Lehranstalt laut. Nach siebenjährigem Umbau des Gebäudes zog 1879 die Staatsoberrealschule ein, welche von 1870 bis 1878 im Gebäude des städtischen Bürger-Spitals untergebracht war. Durch die Fertigstellung des Festsaals im Jahre 1882 waren die Bauarbeiten an der Schule abgeschlossen.
Schwerpunkte im Studienplan waren analytische Geometrie, Physik, Chemie, Naturgeschichte und Zeichnen. Anfangs war die Unterrichtssprache deutsch, später ungarisch mit Erläuterungen in deutscher Sprache. Zwischen 1875 und 1919 wurde jährlich das Lenau-Stipendium verliehen.
Nach der Dreiteilung des Banats 1919 und der Umbenennung von Oberrealschule in Deutsches Staatsgymnasium wurde deutsch als Unterrichtssprache eingeführt, mit einer ungarischen Abteilung bis 1927.
1925 fand die Idee des Banater Studenten Karl Becker,  eine Pfadfindergruppe zu bilden, unter den älteren Schülern der Schule begeisterte Anhänger. Zum Ende des Jahres 1935 musste sich die Gruppe aufgrund politischen Drucks auflösen. Von 1942 bis 1944 waren die Deutsche Mädchenoberschule und die Lehrerinnenbildungsanstalt im Schulgebäude Str. Gheorghe-Lazãr Straße 2 untergebracht.
Der deutsche Unterricht wurde unter der kommunistischen Herrschaft zunächst eingestellt. Zwischen 1944 und 1948 blieben die konfessionellen Schulen bis zu ihrer Verstaatlichung im Jahre 1948 tätig. Dasselbe geschah mit den zwei deutschsprachigen Lehrerbildungsanstalten im Banat. 1959 wurde die Selbstständigkeit zahlreicher deutscher Schulen aufgehoben; sie existierten nur noch als Abteilungen rumänischer Schulen weiter, mit Ausnahme von drei höheren Schulen, darunter das Nikolaus-Lenau-Gymnasium unter eigener Leitung.
Das Deutsche Lyzeum war nach dem Zweiten Weltkrieg zuerst im Gebäude des C.D.-Loga Lyzeums und ab 1955 wieder im alten Gebäude in der Str. Gheorghe-Lazãr Straße 2 untergebracht. 1942 wurde der Realschule, temporär im Gebäude der Banatia, dem Gebäude der heutigen Medizinischen und Pharmazeutischen Universität Victor Babeș beherbergt, der Name Nikolaus Lenau Lyzeum verliehen, welchen sie bis auf eine kurze Unterbrechung auch heute noch trägt. Am 26. Mai 1957 wurde der Schule erneut der Name Nikolaus Lenau Lyzeum verliehen, was 1970 zur Hundertjahrfeier der Schule per Dekret bestätigt wurde.
Im Herbst des Jahres 1968 gründete der damalige Direktor der Nikolaus-Lenau-Schule, Erich Pfaff, die deutsche Volkshochschule in Timișoara. Als Gründer war er auch Leiter und Hauptreferent dieser Institution der Erwachsenenbildung. Die Vorträge fanden anfangs monatlich, dann vierzehntäglich und später wöchentlich im Festsaal des Lyzeums statt. Das Lenau-Lyzeum und die Volkshochschule waren wichtige Treffpunkte der deutschen Bevölkerung in und um Timișoara. Es war eine Schule der ständig offenen Tür für alle Generationen. Am 20. Februar 1969 wurde der Schubert-Chor Temeswar gegründet. Von 1992 bis 2001 war Ovidiu Ganț Schulleiter des Lyzeums. Die derzeitige Schulleiterin ist Elena Wolf (bis 2012 auch Stadträtin).
Heute ist das Nikolaus Lenau Lyzeum die bedeutendste deutschsprachige Schule im Banat.

## „Lenaudeutsch“
Die Mehrzahl der Schüler stammt heute aus rumänischsprachigen Familien, die Deutsch als Fremdsprache ansehen. Die deutsche Schulsprache ist jedoch ein wichtiger Bestandteil der deutschen Minderheitensprache in Timișoara. Die deutsche Unterrichtssprache an der Nikolaus-Lenau-Schule ist wegen spezifischer Sprachveränderungen nicht identisch mit Hochdeutsch, obwohl als Ziel des Deutschunterrichts die Zweisprachigkeit angestrebt wird. Es ist eine schultypische Zweitsprache entstanden, die in der Forschung unter dem Terminus Lenaudeutsch bekannt ist.
Das Lenaudeutsch ist „ein mit dem Rumänischen interferierender Schuldiskurs“, dessen Vokabular von einer gesellschaftlich klar definierten Gruppe in einer spezifischen Situation verwendet wird. Diese Sprache ist im gemeinsamen Lebensraum der Schule nicht nur bei den etwa 2000 Schülern, sondern auch mit gewissen Einschränkungen bei etwa 100 Lehrern in Gebrauch, wobei in der Gruppe die Lehrer trotz der Basis der so genannten Kanzleisprache als Standardsprache ein beträchtlicher Spielraum zwischen Sprachpurismus und eine Laissez-faire-Haltung zu beobachten ist.

## Traditionen
Traditionen an der Schule sind der Mathe-Wettbewerb in deutscher Sprache, Schülerolympiaden, Schratzenball, Faschingsball, Maturaball, Singende klingende Lenauschule, Freiwilligendienste in verschiedenen Organisationen, und der Weihnachtsmarkt.

## Persönlichkeiten
Schulleiter
- Heinrich Feichter (1948–1962)
- Lucia Blaga (1962–1965)
- Liviu Pop (1965–1970)
- Floare Glăja (1970–1972)
- Erich Pfaff (1971–1987, 1990–1992)
- Erika Müller (1987–1990)
- Ovidiu Ganț (1992–2001)
- Elena Wolf (2001–2023)
- Gabriela-Simona Mateiu (2023 bis heute)

Ehemalige Schüler und Lehrer des Lyzeums:
| - Radu Băncilă, Dekan der Facultatea de Construcții an der Polytechnischen Universität Timișoara in Timișoara von 2004 bis 2008 - Herbert Bockel (* 1940), Literaturlehrer und Forscher - Mircea Breazu, deutsch-rumänischer Schauspieler - Colin Buzoianu, rumänischer Schauspieler - Hanno H. Haupt, Rechtsanwalt - Laura Cheie (* 1969), Germanistin und Lektorin an der Universität des Westens Timișoara, sowie ehemaliger Kulturattaché an der rumänischen Botschaft in Wien, Österreich - Gheorghe Ciuhandu, rumänischer Politiker und Oberbürgermeister von Timișoara zwischen 1996 und 2012 - Nicu Covaci, rumänischer Frontmann und Gitarrist der Band Transsylvania Phoenix - Hans Diplich, deutscher Lyriker, Schriftsteller und Volkskundler. - Manfred Engelmann, deutscher Magister und vormaliger Bundeskulturreferent der Landsmannschaft der Banater Schwaben - Hans Fink, Journalist und Publizist - Uwe Erwin Engelmann, eigentlich Josef Erwin Engelmann, deutsch-rumänischer Schriftsteller - Helmuth Frauendorfer, deutscher Schriftsteller und Journalist - Luzian Geier, deutscher Biologielehrer, Journalist, Heimatforscher und Chefredakteur - Răzvan Georgescu, rumänischer Regisseur, Buch- und Drehbuchautor, Produzent - Carl Gibson, deutscher Schriftsteller und Philosoph - Ferdinand Hauptmann, Ordinarius substitutus des Bistums Timișoara - Stefan Hell, Physiker; Nobelpreis für Chemie 2014 - Hans Wolfram Hockl, banatschwäbischer Mundartautor - Rudolf Hollinger, Dichter und Dramatiker - Günter Kappler, deutscher Wissenschaftler - Hans Kehrer, deutscher Lehrer, Dichter, Schriftsteller, Dramatiker und Schauspieler - Walter Andreas Kirchner, deutscher Bildhauer, Maler und Grafiker | - Konrad Kernweisz (1913–1981), Ordinarius substitutus des Bistums Timișoara - Helga Korodi, Lehrerin, Publizistin, Buchautorin und Übersetzerin aus dem Rumänischen - Franz Liebhardt, deutsch-ungarischer Dichter - Hartwig Michels, Erfinder von Luftkissentransportern und Unternehmer - Alexandru Mihăescu, rumänischer Schauspieler - Herta Müller, Schriftstellerin; Nobelpreis für Literatur 2009 - Jakob Neumann, rumäniendeutscher Pädagoge und Generalschulinspektor im rumänischen Ministerium für Unterricht und Kultur - Roxana Nubert, Germanistin und Romanistin, Leiterin des Germanistiklehrstuhls an der Westuniversität Temeswar - Mihai Opriș, rumänischer Architekt und Architekturforscher - Richard Oschanitzky, rumäniendeutscher Musiker und Komponist - Eduard Schneider, rumäniendeutscher Germanist und Rumänist - Matthias Schork, rumäniendeutscher Hochschullehrer und Komponist, Leiter des Schubert-Chors - Heinrich Schubkegel, rumäniendeutscher Pädagoge und Generalschulinspektor im rumänischen Ministerium für Unterricht und Kultur - Robert Tari, rumänischer Journalist - Teodor Ioan Trașcă, Universitätsprofessor, Dekan der Fakultät für Lebensmitteltechnologie (2008–2012) und Vizerektor der Landwirtschaftlichen und Veterinärmedizinischen Universität des Banat (2012–2016). - Lucian Vărșăndan, Intendant des Deutschen Staatstheaters Temeswar - Franz Waschek, rumäniendeutscher Chorleiter, Kirchenmusiker und Komponist - Wilhelm Weber, Pädagoge - Hans Weresch, rumäniendeutscher Lehrer, Forscher und Kulturpolitiker - Ernest Wichner (* 1952), deutscher Schriftsteller |

Im Lyzeum befindet sich eine Gedenktafel zu Ehren des Timișoaraer Bürgermeisters Karl Küttel, in dessen Amtszeit die Gründung der Schule fiel.

## Gebäude
Im April 2008 benachrichtigte die Schulleitung das Rathaus und die Feuerwehr über das gefährliche Abbröckeln des Putzes inner- und außerhalb des Schulgebäudes. Da diese keine weiteren Maßnahmen ergriffen, wurden zwei durch ein rotes Band verbundene Stühle vor dem Gebäude aufgestellt, die Passanten auf die Unfallgefahr hinweisen sollten.
Für die Sanierung der Nikolaus-Lenau-Schule wurde ein Teil des seit Jahren beantragten Geldes 2008 vom Staatshaushalt auf das Konto der Kreisschulbehörde überwiesen. Der Sanierungsentwurf für das Parterre und die ersten beiden Stockwerke war bereits fertig gestellt, nun folgte die Planung für den Bau eines Dachgeschosses. Laut Schulleiterin Elena Wolf sollten die Arbeiten nach Abschluss des Schuljahres 2008 beginnen.
Im Zuge der Rückerstattungen von Schulgebäuden an die römisch-katholische Kirche wird ein Teil des Lyzeums, die „kleine Nikolaus Lenau Schule“, wie auch andere Schulen der Stadt, ihre Gebäude demnächst räumen müssen. Ein neues Schulgebäude soll an der Plavosin-Straße in der Nähe des Circumvalatiunii-Viertels errichtet werden.
Nach einigen Verzögerungen begannen im März 2013 die Bauarbeiten an der Fassade und am Dach des Gebäudes. Insgesamt 700.000 Euro fließen in die Sanierung der Schule. Sie bestehen aus Mitteln, die die Kreditanstalt für Wiederaufbau aus Frankfurt am Main als Darlehen zur Verfügung stellte. Für die Bauarbeiten wurde eine Zeit von acht Monaten veranschlagt.

## Verein der Freunde der Lenauschule Temeswar e. V.
Im Juli 2008 wurde in Hockenheim der Verein der Freunde der Lenauschule Temeswar e. V. gegründet. Sitz und Eintragungsort ist Rastatt. Der ehemalige Schulleiter Erich Pfaff war Ehrenvorsitzender des Vereins. Zweck des Vereins ist die ideelle und materielle Förderung der deutschsprachigen Bildung und Erziehung an öffentlichen
Schulen in Rumänien, vorrangig am Nikolaus-Lenau-Lyzeum aus Temeswar/Rumänien, die Förderung und Vermittlung der europäischen Idee und der Völkerverständigung durch
Unterstützung des Austauschs von Schülern und Lehrkräften an deutschsprachigen Schulen in
Rumänien mit Schülern und Lehrkräften an Schulen in der Bundesrepublik.
Zu dem von dem Verein organisierten Schultreffen am 7. November 2009 in Neusäß bei Augsburg fanden sich etwa 400 ehemalige Schüler ein. Der Fernsehsender TVR aus Timișoara strahlte am 6. Dezember 2009 einen 90-minütigen Magazinbeitrag über die Veranstaltung und seine Teilnehmer aus. Im Juni 2010 fand auf Einladung der Schule das nächste Treffen in Temeswar statt.